# میگل آنجل تورس
میگل آنجل تورس (انگلیسی: Miguel Torres; ۱۸ ژانویهٔ ۱۹۸۱ – ) ورزشکار هنرهای رزمی ترکیبی اهل ایالات متحده آمریکا بود. وی بین سال‌های ۲۰۰۰ تا ۲۰۱۶ میلادی فعالیت می‌کرد.